# Кислотный дождь
Кисло́тный дождь — все виды метеорологических осадков — снег, дождь, град, туман, дождь со снегом, изморозь,— при которых наблюдается понижение водородного показателя (pH) дождевых осадков из-за загрязнений воздуха кислотными оксидами, обычно оксидами серы и оксидами азота.

## История термина
Впервые термин «кислотный дождь» был введен в 1872 году шотландским учёным Робертом Смитом в книге «Воздух и дождь: начало химической климатологии». Его внимание привлёк смог в Манчестере. Кислотные дожди являются одной из причин гибели лесов, урожаев и растительности, а также одной из причин разрушения зданий и памятников культуры, трубопроводов, приводят в негодность автомобили, понижают плодородие почвы и могут приводить к просачиванию токсичных металлов в водоносные слои почвы.
Вода обычного дождя тоже представляет собой слабокислый раствор. Это происходит вследствие того, что природные вещества атмосферы, такие как углекислый газ, вступают в реакцию с дождевой водой. При этом образуется слабая угольная кислота, тогда как в идеале pH дождевой воды равняется 5,6—5,7. В реальной жизни показатель кислотности дождевой воды в одной местности может отличаться от показателя кислотности дождевой воды в другой местности. Это прежде всего зависит от состава газов, содержащихся в атмосфере той или иной местности, таких как оксид серы и оксиды азота.
В 1883 году шведский учёный Сванте Август Аррениус ввел в обращение два термина — кислота и основание. Он назвал кислотами вещества, которые при растворении в воде образуют свободные положительно заряженные ионы водорода. Основаниями он назвал вещества, которые при растворении в воде образуют свободные отрицательно заряженные гидроксид-ионы. Водородный показатель является взятым с обратным знаком десятичным логарифмом активности ионов водорода в растворе и его используют в качестве показателя кислотности воды.

## Химические реакции
Даже нормальная дождевая вода имеет слабокислую реакцию из-за наличия в воздухе диоксида углерода. Кислотный дождь образуется в результате реакции между водой и такими загрязняющими веществами, как оксиды серы (SO2 и SO3) и различными оксидами азота. Эти вещества выбрасываются в атмосферу автомобильным транспортом, в результате деятельности металлургических предприятий, тепловых электростанций, а в естественных условиях — вулканами.
Соединения серы, сульфиды, самородная сера и другие содержатся: в углях и в руде (особенно много сульфидов в бурых углях, при сжигании или обжиге которых образуются летучие соединения — оксид серы(IV) (сернистый ангидрид), оксид серы(VI) (серный ангидрид), сероводород — (образуется в малых количествах при недостаточном обжиге или неполном сгорании, при низкой температуре). Различные соединения азота содержатся в углях, и особенно в торфе (так как азот, как и сера, входит в состав биологических структур, из которых образовались эти полезные ископаемые).
При сжигании таких ископаемых образуются оксиды азота (например, оксид азота, вступая в реакцию с водой атмосферы, под воздействием солнечного излучения, или так называемых «фотохимических реакций»), которые превращаются в растворы кислот — серной, сернистой, азотистой и азотной. Затем, вместе со снегом или дождем, они выпадают на землю.
Кислоты реагируют с карбонатом кальция (CaCO3), из которого построены многие известные достопримечательности, например, великая пирамида Гизы (Египет), в связи с чем они разрушаются.

## Экологические и экономические последствия
Последствия выпадения кислотных дождей наблюдаются во многих странах земного шара.
Кислотный дождь оказывает отрицательное воздействие на водоёмы — озера, реки, заливы, пруды — повышая их кислотность до такого уровня, что в них погибает флора и фауна.
Выделяют три стадии воздействия кислотных дождей на водоёмы:
| Первая стадия | с увеличением кислотности воды (показатели рН меньше 7) водяные растения начинают погибать, лишая других животных водоёма пищи, уменьшается количество кислорода в воде, начинают бурно развиваться водоросли (буро-зеленые). Первая стадия эвтрофикации (заболачивания) водоема. При кислотности рН 6 погибают пресноводные креветки.           |
| Вторая стадия | кислотность повышается до рН 5,5, погибают донные бактерии, которые разлагают органические вещества и листья, и органический мусор начинает скапливаться на дне. Затем гибнет планктон — крошечное животное, которое составляет основу пищевой цепи водоема и питается веществами, образующимися при разложении бактериями органических веществ. |
| Третья стадия | кислотность достигает рН 4,5, погибает вся рыба, большинство лягушек и насекомых. |

Первая и вторая стадии обратимы при прекращении воздействия кислотных дождей на водоем.
По мере накопления органических веществ на дне водоёмов из них начинают выщелачиваться токсичные металлы. Повышенная кислотность воды способствует более высокой растворимости таких опасных металлов, как кадмий, ртуть и свинец из донных отложений и почв.
Эти токсичные металлы представляют опасность для здоровья человека. Люди, пьющие воду с высоким содержанием свинца или принимающие в пищу рыбу с высоким содержанием ртути, могут приобрести серьёзные заболевания.
Кислотный дождь наносит вред не только водной флоре и фауне. Он также уничтожает растительность на суше. Учёные считают, что хотя до сегодняшнего дня механизм до конца ещё не изучен, «сложная смесь загрязняющих веществ, включающая кислотные осадки, озон и тяжёлые металлы, в совокупности приводит к деградации лесов».
Экономические потери от кислотных дождей в США, по оценкам одного исследования[какого?], составляют ежегодно на восточном побережье 13 миллионов долларов и к концу века убытки достигнут 1,7 миллиардов долларов от потери лесов; 8,3 миллиардов долларов от потери урожаев (только в бассейне реки Огайо) и только в штате Миннесота 40 миллионов долларов на медицинские расходы.
Бурное развитие экономики Китая сопровождалось ухудшением экологии. В восточных районах, где проживает большая часть населения, и сосредоточены промышленные центры, выпадают кислотные дожди.